# Xiangyun

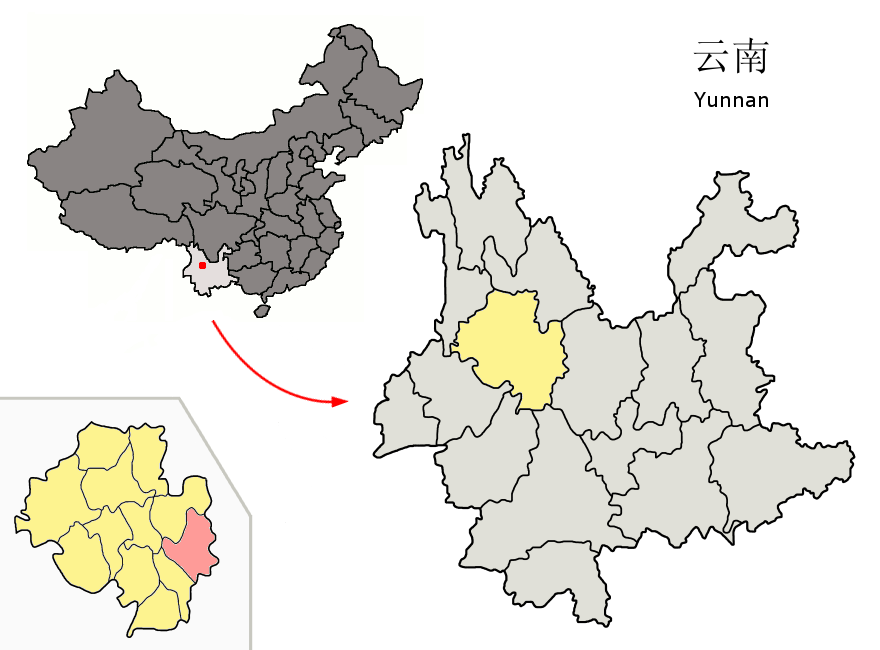
Lage des Kreises Xiangyun (rosa) im autonomen Bezirk Dali der Bai, Provinz Yunnan

Der Kreis Xiangyun (祥云县,  Xiángyún Xiàn) ist ein Kreis des autonomen Bezirks Dali der Bai im mittleren Westen der chinesischen Provinz Yunnan. Er hat eine Fläche von 2.432 km² und zählt 406.642 Einwohner (Stand: Zensus 2020). Sein Hauptort ist die Großgemeinde Xiangcheng (祥城镇).
Die Pagode des Shuimu-Tempels (Shuimu si ta 水目寺塔) im Shuimu Shan aus dem Jahr 1606 der Ming-Dynastie steht seit 2006 auf der Liste der Denkmäler der Volksrepublik China (6-738).

## Administrative Gliederung
Auf Gemeindeebene setzt sich der Kreis aus fünf Großgemeinden und sechs Gemeinden (davon drei Nationalitätengemeinden) zusammen. Diese sind: 
- Großgemeinde Xiangcheng 祥城镇
- Großgemeinde Yunnanyi 云南驿镇
- Großgemeinde Xiazhuang 下庄镇
- Großgemeinde Liuchang 刘厂镇
- Großgemeinde Hedian 禾甸镇
- Großgemeinde Shalong 沙龙镇
- Großgemeinde Midian 米甸镇
- Großgemeinde Pupeng 普淜镇
- Gemeinde Luming 鹿鸣乡
- Gemeinde Dongshan der Yi 东山彝族乡